# Efterklokhet
Efterklokhet är uppfattningen, efter att en händelse har inträffat, att se händelsen som förutsägbar, trots att det har varit liten eller ingen objektiv grund för att förutsäga händelsen som skett. Det är en mångfacetterad företeelse som kan påverka olika stadier av mönster, processer, sammanhang och situationer.
Efterklokhet kan orsaka minnesdistorsion, där minnet och återuppbyggnaden av innehåll kan leda till falska teoretiska resultat. Det har föreslagits att effekten kan orsaka extrema metodologiska problem samtidigt som man försöker analysera, förstå och tolka resultat i experimentella studier.
Ett grundläggande exempel på efterklokhet är när, efter att ha sett resultatet av ett potentiellt oförutsedd händelse, en person tror att han eller hon "visste det hela tiden". Sådana exempel finns i skrifter, där historiker beskriver resultaten av strider, läkare erinrar kliniska prövningar, och rättssystem försöker tillskriva ansvar och förutsägbarhet för olyckor.